# Speocera jacquemarti
Speocera jacquemarti är en spindelart som beskrevs av Léon Baert och Maelfait 1986. Speocera jacquemarti ingår i släktet Speocera och familjen Ochyroceratidae. Inga underarter finns listade i Catalogue of Life.